# 산조반니인갈도
산조반니인갈도(이탈리아어: San Giovanni in Galdo)는 이탈리아 몰리세주 캄포바소도의 코무네다. 캄포바소로부터 동쪽 7km 거리에 있다.